# Tapacul de páramo
El tapacul de páramo (Scytalopus opacus) és una espècie d'ocell de la família dels rinocríptids (Rhinocryptidae).

## Hàbitat i distribució
Habita el sotabosc de la selva pluvial de muntanya i zones amb matolls desl Andes de Colòmbia, Equador oriental i sud-oriental i nord de Perú.